# Leon Radošević
Leon Radošević, né le 26 février 1990 à Sisak, dans la république socialiste de Croatie, est un joueur croate de basket-ball, évoluant au poste de pivot.

## Carrière professionnelle
En juillet 2021, Radošević signe un contrat pour une saison supplémentaire au Bayern Munich. En juillet 2022, il rejoint le club italien de Derthona Basket.

## Carrière en sélection nationale
Radošević est sélectionné en équipe de Croatie pour le championnat d'Europe des 18 ans et moins en 2008 en Grèce. L'équipe remporte la médaille de bronze et Radošević marque 5,1 points et attrape 3,5 rebonds en moyenne par rencontre. Il participe en 2009 au Championnat du monde des 19 ans et moins, en Nouvelle-Zélande, où la Croatie remporte la médaille de bronze. Il marque 10,9 points et prend 4,7 rebonds en moyenne par rencontre. En 2010, il joue au championnat d'Europe des 20 ans et moins, à domicile, où la Croatie finit 4e. Radošević marque en moyenne 10,3 points et attrape 5 rebonds.

## Carrière en club
- Champion d'Allemagne 2019
- Vainqueur de la Coupe d'Allemagne 2021